# Kuntegaon, Bhalki
Kuntegaon là một làng thuộc tehsil Bhalki, huyện Bidar, bang Karnataka, Ấn Độ.